# Ch-47M2 Kinžal
Ch-47M2 Kinžal (rusky Х-47М2 «Кинжал» „dýka“) je ruská letecká hypersonická balistická raketa. Do služby byla přijata v prosinci 2017. Patří mezi šest nových ruských strategických zbraní, které 1. března 2018 představil ruský prezident Vladimir Putin.
Udávaný dolet rakety Kinžal přesahuje 2 000 km (Rusové chápou dolet rakety vypouštěné z letadla jako součet doletu letadla a rakety samotné. Příbuzná, ze země odpalovaná raketa Iskander-M má dolet 400–500 km). Deklarovaná rychlost rakety je Mach 10. Raketa je schopna provádět úhybné manévry v každé fázi letu. Může nést konvenční nebo jadernou hlavici a lze ji vypouštět ze strategických bombardérů Tu-22M3 nebo stíhacích letounů MiG-31K. 
O zařazení mezi hypersonické zbraně panují pochybnosti. Podle vojenských analytiků jde jen o upravenou balistickou raketu Iskander, která je odpálena z letounu a chová se stejně jako jiné balistické střely – po odpálení vystoupá a následně spadne na cíl. Na cíl dopadá vysokou nadzvukovou rychlostí, což však necharakterizuje hypersonické rakety, jde o vlastnost prakticky všech balistických raket již od konce druhé světové války. Označením hypersonické zbraně se zpravidla myslí zbraně, které i během sestupné fáze jsou schopné ostrého manévrování, a to s největší pravděpodobností Kinžál není.

## Design
Raketa Kinžal je určena k ničení válečných lodí a objektů protiraketové obrany USA a NATO. Byla údajně navrhována tak, aby překonala všechny známé či plánované americké systémy protivzdušné a protiraketové obrany jako jsou Patriot, THAAD a Aegis.
První stupeň rakety je pravděpodobně společný s balistickými raketami Iskander, naváděcí část je navržena na míru. Raketa může zasáhnout statické i pohybující se cíle jako jsou například americké letadlové lodě. Během několika sekund od odpálení raketa zrychlí na hypersonickou rychlost a ve všech fázích letu provádí manévry, aby se vyhnula nepřátelské protiraketové obraně.
Ruská média tvrdí, že dolet rakety je 2 000 km, pokud ji nese stíhací letoun MiG-31K, a 3 000 km, pokud ji nese bombardér Tu-22M3.

## Operační nasazení
V květnu 2018 bylo deset stíhačů MiG-31K experimentálně vybaveno raketami Kinžal a připraveno k následnému ostrému bojovému nasazení. Do prosince 2018 provedly letouny celkem 89 vzletů nad Černým a Kaspickým mořem[zdroj?].
Do února 2019 provedly posádky MiG-31K více než 380 cvičných letů s touto raketou, z nichž nejméně 70 využilo tankování paliva ve vzduchu. Veřejný debut si raketa odbyla během mezinárodní soutěže Aviadarts v srpnu 2019.
Podle agentury TASS se první start Kinžalu v Arktidě uskutečnil v polovině listopadu 2019. Vypuštění rakety údajně provedl letoun MiG-31K z letecké základny Olenja. Raketa zasáhla pozemní cíl na zkušební střelnici „Pemboj“, kdy dosáhla rychlosti Mach 10. V červnu 2021 byla raketa Kinžal odpálena letounem MiG-31K ze syrské letecké základny Hmímím na pozemní cíl v Sýrii. V roce 2021 byl vytvořen samostatný letecký pluk vyzbrojený stíhači  MiG-31K s raketou Kinžal[zdroj?].
Oficiálně nepotvrzené zprávy z počátku února 2022 naznačovaly, že z letecké základny Solcy v Novgorodské oblasti bylo na námořní leteckou základnu Čerňachovsk nacházející se v západní části ruské Kaliningradské exklávy přesunuto několik stíhaček  MiG-31K vyzbrojených raketami Kinžal.
Vzdušné a kosmické síly Ruska úspěšně odpálily rakety Kinžal 19. února 2022 v rámci cvičení ruských strategických sil. Následně 18. března 2022 použilo ruské letectvo rakety Kinžal ve válce na Ukrajině, kdy byl zničen zbrojní sklad hluboko pod zemí, původně součást bývalé základny mezikontinentálních balistických raket. Později se však objevily zprávy zpochybňující toto tvrzení. Následovalo několik dalších případů použití hypersonických raket, včetně masivního útoku 9. března 2023, během něhož bylo mezi 81 vypálenými raketami použito 6 Kinžalů.

### Sestřelení Kinžalů

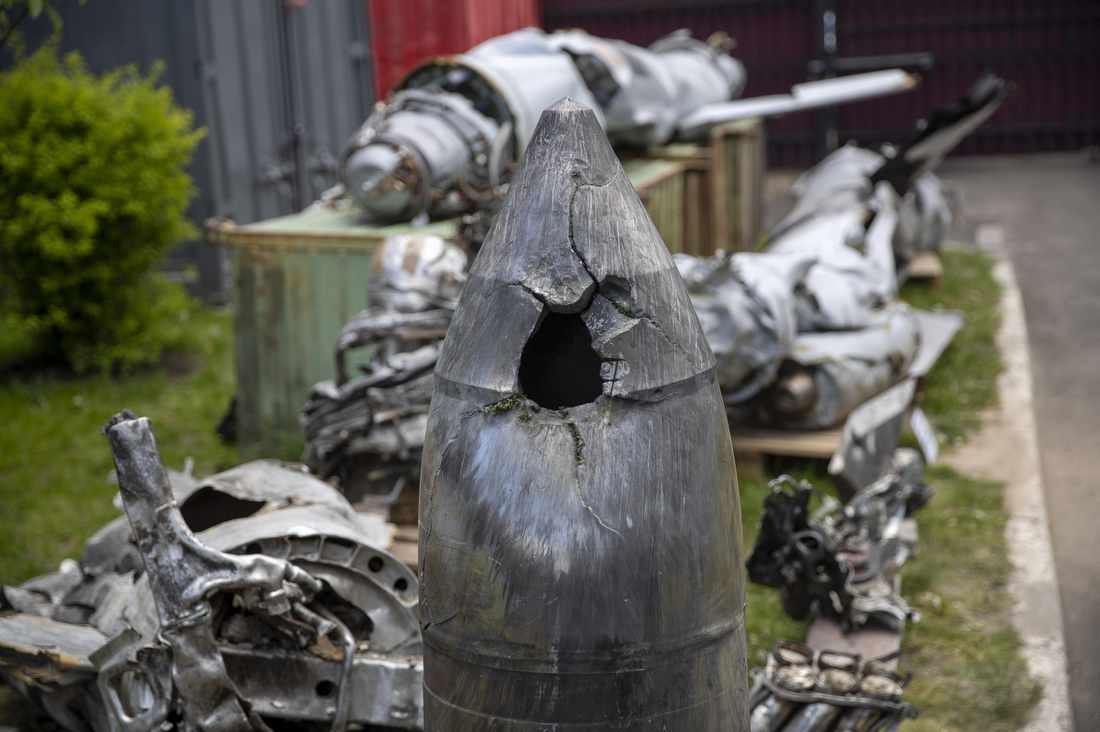
Údajný protibetonový projektil Kinžalu předložený Ukrajinou v květnu 2023

Podle velitele ukrajinského letectva Mykoly Oleščuka byla dne 4. května 2023 raketa Kinžal poprvé sestřelena nad Kyjevem protiletadlovým systémem Patriot. Následně byly zveřejněny zbytky sestřelené střely. Ruská média uvedla, že zveřejněné úlomky se velmi podobají letecké bombě BETAB-500ShP, avšak bez podrobné technické dokumentace nelze tvrzení nezávisle ověřit.  
Podle náčelníka generálního štábu ukrajinské armády Valerije Zalužného a ministra obrany Oleksije Reznikova bylo ukrajinskou protivzdušnou obranou sestřeleno během noci z 15. na 16. května 2023 všech šest raket Kinžal. Ruskou stranou byla tvrzení o sestřelení raket Kinžal vždy dementována. 
Schopnost systému Patriot sestřelovat balistické rakety Kinžal je v roce 2024 považována za potvrzenou.

### Obcházení sankcí
Výrobci raket Kinžál a Iskander se daří obcházet sankce EU a pořizovat si součástky vyráběné v Evropě (Polsko, Německo) prostřednictvím svých subdodavatelů.

## Uživatelé
- Rusko – Vzdušně-kosmické síly Ruské federace